# Miró III de Cerdaña
Miró III de Cerdaña, II de Besalú, Bonfill (v920 – Gerona 984), conde de Cerdaña y conde de  Besalú (968-984)
Tercer hijo de Miró II y de Ava, fue sucesor de su hermano Sunifredo II de Cerdaña.
Fue el primer clérigo arcediano (957), y después obispo de Gerona (970-984).
Viajó a Roma dos veces, mantuvo gran amistad con Gerbert de Aurillac, el futuro Papa Silvestre II. Fue un gran escritor, de un estilo muy particular. Sus escritos de carácter histórico se dedican a recordar y exaltar los personajes de las familias condales catalanas.
Es autor de:
- San Miguel de Cuixá 974
- Monasterio de Santa María de Ripoll (nueva consagración en 977)

Y también de la fundación de:
- Serrateix 977
- San Pedro de Besalú 978

Le sucedió su hermano Oliba Cabreta en los dos condados, si bien en el de Cerdaña gobernaron conjuntamente desde 968.
| Predecesor: Sunifredo II | Conde de Cerdaña Conde de Besalú 968 – 984 | Sucesor: Oliba Cabreta |
| Predecesor: Arnulf       | Obispo de Gerona 970 – 984                 | Sucesor: Gotmar        |